# Чантурия, Григорий Гургенович
 Григорий Чантурия (груз. გრიგოლ ჭანტურია; род. 25 сентября 1973[…], Самтредиа, Имеретия) — грузинский футболист, игравший на позиции вратаря.

## Клубная карьера
Начинал свою карьеру в Грузии. С 1991 по 1996 года выступал в клубах «Дила» (Гори), «Самтредиа» и «Шевардени-1906». В 1997 году переехал в Россию, где подписал контракт с санкт-петербургским «Локомотивом» из Первой лиги, но за первую команду «железнодорожников» не сыграл ни одного поединка. Не смог Чантурия и в дубле «Локомотива», который выступал в третьем дивизионе. За «Локомотив-д» сыграл 5 матчей. В 1998 году вернулся в Грузию, где выступал в клубах «Торпедо» (Кутаиси) и «Динамо» (Батуми).
В 2003 году переехал в Украину, где подписал контракт с симферопольской «Таврией». Дебютировал 27 сентября 2003 года в гостевом поединке 10-го тура высшей лиги Украины против запорожского «Металлурга». Чантурия вышел на поле в стартовом составе и отыграл весь матч. В футболке «Таврии» в чемпионате Украины сыграл 15 матчей, в которых пропустил 14 мячей, а также 2 поединка (3 пропущенных мяча) сыграл в Кубке Украины.
В 2004 году перешел в «Закарпатье». Дебютировал за ужгородской команде 15 июля 2004 в выездном поединке 1-го тура Высшей лиги Украины против луцкой «Волыни». Чантурия вышел в стартовом составе и отыграл весь матч, а по его завершении получил красную карточку. Закрепиться в «Закарпатье» не смог, сыграв только 2 матча в чемпионате Украины и 1 в национальном кубке.
С 2005 по 2011 годы защищал цвета грузинских клубов «Локомотив» (Тбилиси), «Зестафони», «Сиони» и «Металлург» (Рустави). В составе последнего завершил в 2011 году завершил карьеру футболиста.

## Карьера за сборную
Дебют за национальную сборную Грузии состоялся 9 октября 1999 года в матче квалификации на чемпионат Европы 2000 против сборной Албании. Всего за «крестоносцев» Чантурия сыграл 6 матчей и пропустил 8 голов.

## Достижение

### «Торпедо» (Кутаиси)
- Чемпион Грузии: 1999/2000, 2000/01
- Обладатель Кубка Грузии: 1998/99, 2000/01

### «Зестафони»
- Обладатель Кубка Грузии: 2007/08

### «Олимпи» (Рустави)
- Чемпион Грузии: 2009/10
- Обладатель Суперкубка Грузии: 2010